# Синва (река)
Синва (мађ. Szinva), је река у Мађарској.

## Географски положај
Синва је речица у северној Мађарској и притока реке Шајо. Извор јој је у Бик планинама.
Река пролази кроз град Мишколц и преко саме реке изграђено је укупно 70 мостова за потребе града. Један део реке у центру практично тече испод града.

## Ток реке
Регулацијом тока река Синвце и Гарадне 1770. године формирано је језеро Хамори у Лилафереду, поред Мишколца. Брзаци реке формирају водопаде и каскаде. Највећи водопади су високи до 20 метара и велика су туристичка атракција.
После ових водопада на стотињак метара даље Гаранда се улива у Синву.

## Занимљивости
- Синва је одговорна за једну од највећих поплава у 19. веку, тачније 1878. године поплавила је Мишколц и том приликом је изгубљено око 400 живота, а центар града Мишколца је био скоро тотално уништен..
- Пре 1990. године Мишколц је био један од великих индустријских центара Мађарске, тако да је река често била загађивана. Данас, после многих промена риба је поново почела да обитава у реци.